# Власов, Владимир Никифорович
Владимир Никифорович Власов (1931—2005) — российский учёный, специалист в области вибрационной техники и технологии горных работ. Лауреат премии Совета Министров СССР.

## Биография
Окончил Всесоюзный заочный политехнический институт (1962, Москва).
С 1957 г. работал в Институте горного дела СО АН СССР (РАН): старший лаборант, младший научный сотрудник, старший научный сотрудник, зав. лабораторией технологии взрывных работ, технологии разработки удароопасных месторождений (1980—1986), ведущий научный сотрудник (с 1986).
Соавтор 5 монографий и 200 изобретений. Впервые в мировой практике применил вибрационную технологию для погрузки горной массы из блоков при подземной добыче руды.
Награждён орденом «Знак Почета», 8 бронзовыми, серебряными и золотыми медалями ВДНХ.
Лауреат премии Совета Министров СССР 1987 года (в составе авторского коллектива) — за создание и внедрение способов перемещения руды мощными вибропитателями при разработке месторождений полезных ископаемых и установки ВДПУ-4ТМ «Сибирячка».
Кандидат технических наук (1969). Заслуженный изобретатель РСФСР (1984 г.).